# 莼
莼又名莼菜、水葵，多年生水生宿根草本，為浮葉性水生植物。性喜温暖，适宜于清水池生长。《詩經》稱作「茆」

## 形態
由地下葡萄茎萌发须根和叶片，并发出4～6个分枝，形成丛生状水中茎，再生分枝。深绿色椭圆形叶子互生，長約6至10公分，每节1～2片，浮生在水面或潜在水中，嫩茎和叶背有胶状透明物质。夏季抽生花茎，开暗红色小花。作爲多年水生草本植物，其根、莖細長，多半埋在泥沼裡，為浮葉性水生植物。春季由節上長出細長的莖來。水深的地方，莖較粗，但葉子較少；水淺處，則莖較細，葉片多。其葉片多呈現卵形或橢圓形，由長長的葉柄托著，葉背通常帶點紫色，嫩莖和葉背有膠狀透明物質。夏季為其開花的季節，花梗從葉腋下方抽生出來。蓴的花非常小直徑才一至兩公分左右，花瓣三片紅紫色的。花萼同樣也是瓣狀，並長有細毛。

## 分布
原產於北美洲東部、澳洲及亞洲東部。
经常分布於河流、池塘中，如宜蘭雙連埤一帶水池中。

## 用途

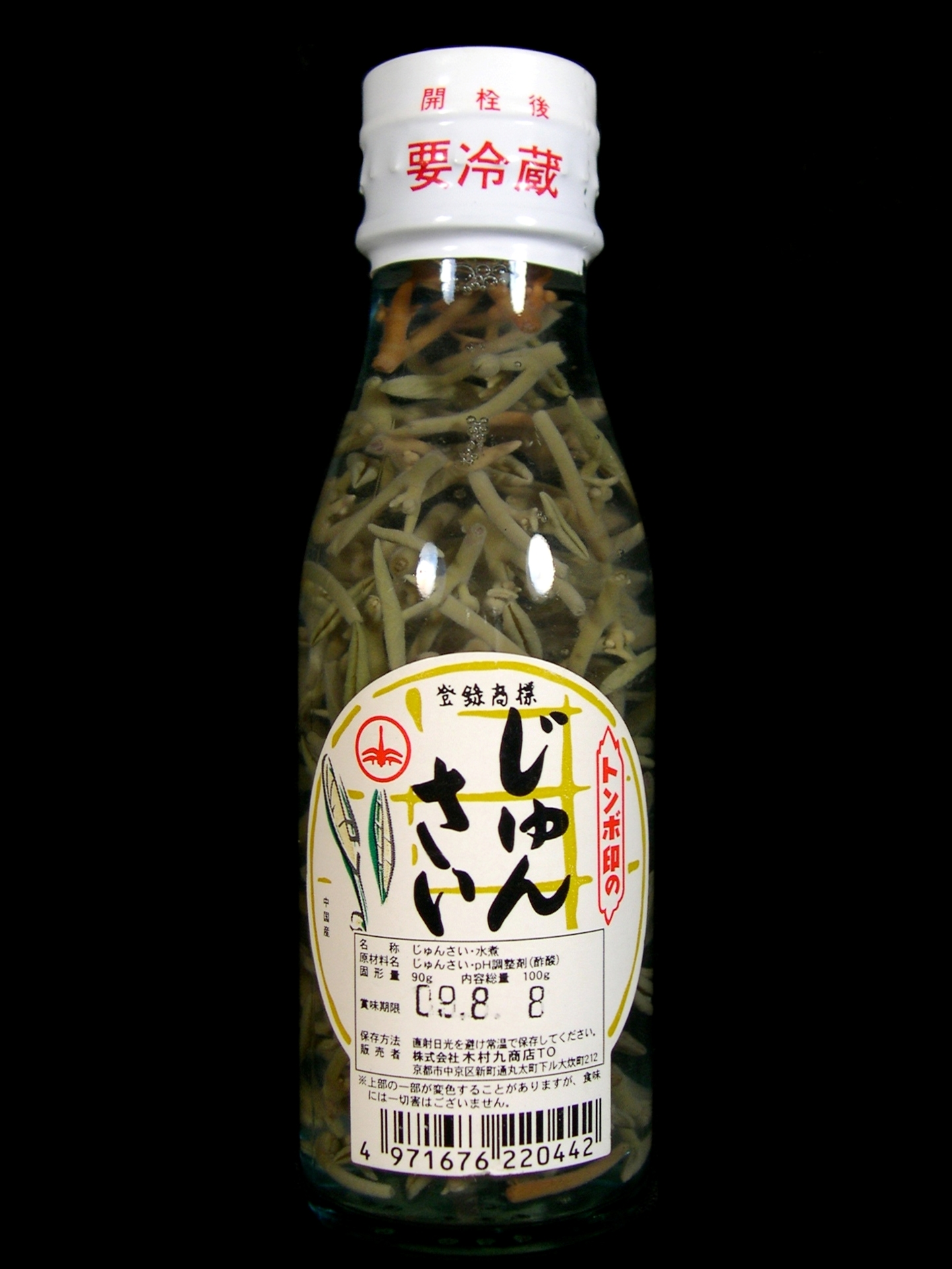
一瓶日本地方產的腌蒓菜

《詩經·魯頌》提到：「思樂泮水，薄采其茆。魯侯戾止，在泮飲酒。」《世說新語》也記載有「千里蓴羹」的名言。晉朝張翰因見秋風起，乃思吳中菰菜、蓴羹、鱸魚膾，曰：「人生貴得適志，何能羈宦數千里以要名爵乎！」遂命駕而歸。自古吳人好蓴菜，宋朝陳普《秋日即事詩》中提到「季鷹自是知機者，一念蓴鱸便到吳。」
嫩叶可供食用，蓴菜本身沒有味道，勝在口感的圓融。中國的江蘇太湖、浙江蕭山湖和杭州西湖有莼菜生長。蓴菜在台灣幾已絕跡，過去多產於日月潭，後來發現密生崙埤池亦有蓴菜。蓴菜本身含有豐富的透明膠質，《本草綱目》記載蓴菜具有腸胃方面之保健效果。
《本草綱目》作者李時珍云：蓴生南方湖澤中，為吳越人善食之。春夏嫩莖末葉者名稚蓴；葉稍舒長者名絲蓴；至秋老則名葵蓴。花嫩葉旋捲未展開時，外被以透明黏液，為洋菜凍，可採作羹湯，味極鮮美，為菜餚中之珍品。其嫩葉可供食用；採鮮葉搗爛，敷治疔瘡有奇效。

## 延伸阅读
[在维基数据编辑]
 《欽定古今圖書集成·博物彙編·草木典·蓴部》，出自陈梦雷《古今圖書集成》